# Wolfgang Schneiderhan (generaal)
Wolfgang Schneiderhan (Riedlingen, 26 juli 1946) is een voormalige Duitse generaal. Hij was tot 26 november 2009 chef van de generale staf.
Na een succesvolle loopbaan van meer dan veertig jaar in het Duitse leger de Bundeswehr, trad Schneiderhan eind november 2009 af in verband met het NAVO-bombardement vlak bij de Afghaanse stad Kunduz. Op 4 september 2009 waren daarbij meer dan honderd doden gevallen, onder wie veel burgers.
Op dezelfde dag trad ook ambtelijk staatssecretaris Peter Wichert af en een dag later kondigde eveneens minister van Werk en Sociale Zaken en oud-minister van Defensie Franz Josef Jung zijn aftreden aan.

## Militaire loopbaan
- Offizieranwärter: 4 april 1966
- Leutnant: 1 oktober 1968
- Oberleutnant: 1 april 1971
- Hauptmann: 1 april 1974
- Major: 1 oktober 1979
- Oberstleutnant: 27 oktober 1982
- Oberst: 1989
- Brigadegeneral: 1 oktober 1996
- Generalmajor: 1 april 1999
- Generalleutnant: 1 juli 2000
- General: 1 juli 2002

## Decoraties
- Grootkruis in de Orde van Verdienste van de Bondsrepubliek Duitsland op 29 april 2009
- Ereteken van de Bundeswehr in goud
- Legioen van Eer
- Legioen van Verdienste (Verenigde Staten)
- Grootofficier in de Kroonorde (België)
- Orde van het Adelaarskruis, 1e klasse
- Medaille voor Verdienste (Tsjechechie)
- Grootkruis in de Militaire Verdienste (Jordanië)
- Het Grote Zilveren Ereteken aan het Lint voor Verdienste voor de Republiek Oostenrijk in 2007
- Officier in de Nationale Orde van Verdienste (Frankrijk) in april 2010
- Orde van Verdienste van de deelstaat Baden-Württemberg op 25 april 2009